# Castell de l'Oluja Alta
El Castell de l'Oluja Alta és un edifici de les Oluges (Segarra) inclòs a l'Inventari del Patrimoni Arquitectònic de Catalunya.

## Descripció
Es tracta de l'antic castell de l'Oluja Alta situat a la part més elevada del nucli enmig d'una plaça, molt remodelat durant el segle xix, amb planta baixa i primer pis i coberta a dues aigües. La façana principal presenta un arrebossat posterior amb la porta d'entrada formada per un arc de mig punt adovellat. Al primer pis, per damunt de la porta, trobem un doble balcó amb una balaustrada de pedra, i al costat dret una galeria tancada.